# Jo de Pelikaan
Jo de Pelikaan was een van de mascottes van de Walibi (Walibi Sud-Ouest, Walibi Belgium, Walibi Rhône-Alpes en Walibi Holland) parken. Hij is actief gebruikt van 2005 tot en met 2010.

## Algemene informatie
Jo de Pelikaan is geïntroduceerd in 2008 tijdens de New Years Eve's. Eerder kwam hij echter wel al voor in een strip van Walibi. Jo de Pelikaan is een hysterische vogel, die altijd in is voor een feestje. Zo wilde hij een twee en een half uur durende ochtend ceremonie gaan houden om het park te openen. Ook dacht hij dat het tijdens de New Years Eve's kerst was. Jo de Pelikaan had in 2009 zijn eigen show te weten Jo's Streetparty (alleen in Walibi Holland). In Walibi Belgium was hij mascotte van Vertigo, maar net zoals de attractie was hij even snel verdwenen als dat hij gekomen was.